# Rafał Wieczyński
Rafał Wieczyński   (Varsòvia, 22 de setembre de 1968) és un actor, director, guionista i productor de cinema polonès.

## Filmografia

### Pel·lícules
- 1983: Kartka z podróży − com Dawid Grossman
- 1985: Kukułka w ciemnym lesie − com Staszek
- 1985: ... jestem przeciw − com Jacek
- 1986: Magnat − com młody Conrad
- 1986: ESD − com Klaudiusz
- 1988: Niezwykła podróż Baltazara Kobera − com Baltazar
- 1994: Panna z mokrą głową − com Józef Podkówka, nauczyciel Irenki

### Sèries de televisió
- 1980: Tylko Kaśka − com Andrzej Marczak, brat Kaśki
- 1984: Lato leśnych ludzi − "Coto"
- 1982: Biała wizytówka − com młody Conrad (odc. 2)
- 1987: Ucieczka z miejsc ukochanych − com Jaś Kunefał
- 1994: Panna z mokrą głową − com Józef Podkówka

### Com a director
- 2009: Popiełuszko. Wolność jest w nas
- 2004: Zwycięzcy nie umierają - opowieść o księdzu Jerzym
- 2002: Skrawek nieba
- 1992: Naprawdę krótki film o miłości, zabijaniu i jeszcze jednym przykazaniu

### Com a guionista
- 2009: Popiełuszko. Wolność jest w nas
- 2002: Skrawek nieba
- 1992: Naprawdę krótki film o miłości, zabijaniu i jeszcze jednym przykazaniu

### Com a productor
- 1992: Naprawdę krótki film o miłości, zabijaniu i jeszcze jednym przykazaniu

## Premis obtinguts
- 1993: Naprawdę krótki film o miłości, zabijaniu i jeszcze jednym przykazaniu – Premi al millor guió al Festival Cinema Jove, Gran Premi al Festival d’Annonay
- 2011: "Popiełuszko. Wolność jest w nas" - wyróżnienie NSZZ Solidarność

## Activisme social
El 2010 va signar una carta oberta al govern polonès i al president contra l'organització de la desfilada de l'Europride a Varsòvia. La carta posava èmfasi en l'oposició a la legalització del relacions entre persones del mateix sexe i l'adopció de nens per parelles homosexuals, i les activitats dels cercles LGBT en aquesta direcció es van descriure com un atac a la llibertat. de la parla, la creença i la consciènci.